# 胡安·德富卡海岭

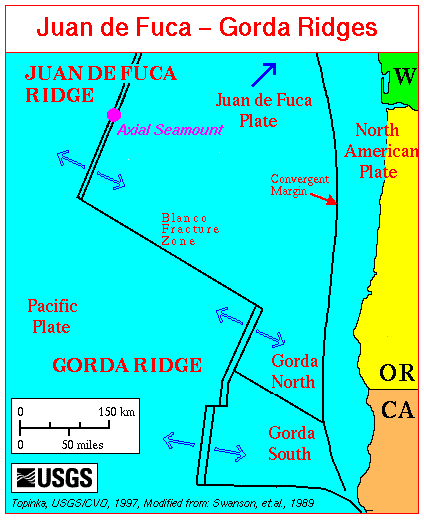
胡安·德富卡海岭（位于地图西北方）

胡安·德富卡海岭是一条位于美国华盛顿州和加拿大英属哥伦比亚海岸以西太平洋中的海岭，它在构造上是一段离散边界。它南起名为布兰科断裂带的转换断层，向北至和索万科断裂带、努特卡断层三者形成的三联点。它的东边是胡安·德富卡板块，南边亦接胡安·德富卡板块和另一个较小的戈尔达板块，北边是探险家板块；这三个板块都是曾经十分广大、现在大部分已经消减于北美洲板块之下的古法拉龙板块的残余。它的西边则是太平洋板块。